# Бад Емс
Бад Емс (њем. Bad Ems) град је у њемачкој савезној држави Рајна-Палатинат. Једно је од 137 општинских средишта округа Рајн-Лан. Према процјени из 2010. у граду је живјело 9.216 становника. Посједује регионалну шифру (AGS) 7141006.

## Географски и демографски подаци
Бад Емс се налази у савезној држави Рајна-Палатинат у округу Рајн-Лан. Град се налази на надморској висини од 80 метара. Површина општине износи 15,4 km². У самом граду је, према процјени из 2010. године, живјело 9.216 становника. Просјечна густина становништва износи 600 становника/km².

## Међународна сарадња
| Мјесто         | Држава               | Врста сарадње | Од    |
| -------------- | -------------------- | ------------- | ----- |
| Дројтвич       | Уједињено Краљевство | партнерство   | 1983. |
|                | Француска            | партнерство   | 1974. |
| Нортхемптоншир | Уједињено Краљевство | партнерство   | 2000. |
| Извор          |                      |               |       |